# Вислицкий, Владислав
Владислав Вислицкий (пол. Władysław Wiślicki; 7 декабря 1829 — 13 декабря 1889) — польский пианист, композитор, музыкальный критик, музыкальный педагог.

## Биография
Родился в семье писателя Иосифа-Николая Вислицкого, старший брат журналиста, издателя Адама Вислицкого.
Учился игре на фортепиано у Юзефа Крогульского и Кацпера Высоцкого, изучал гармонию под руководством Карла Августа Фрейера. В 1849—1850 гг. гастролировал по Польше вместе с певицей Генриеттой Ниссен-Саломан. В 1851—1853 гг. совершенствовался в Париже у Фроманталя Галеви (композиция) и Томаса Теллефсена (фортепиано).
Вернувшись в Варшаву, по формулировке Энциклопедического словаря Брокгауза и Ефрона, «убедившись, что у него нет выдающегося таланта, занялся педагогической деятельностью». В 1871 году выступил инициатором создания Варшавского музыкального общества и музыкальной школы при нём, где в дальнейшем преподавал.
Автор полонезов и других танцевальных пьес, песен и т. п.